# Cantàr
Il cantàr o kantar era una unità di misura di massa usata nell'Impero ottomano.
In Turchia corrispondeva a circa 56,56 kg.
In Tripolitania corrispondeva a 40 ocche, cioè a 51,280 kg.
A Cipro, nel 1890, vi erano due unità di misura con questo nome:
- il cantar da 44 ocche corrispondeva a circa 55,88 kg
- il cantar di Aleppo, da 180 ocche corrispondeva a circa 228,61 kg